# Kwadacha River
Der Kwadacha River ist ein etwa 100 km langer linker Nebenfluss des Finlay River im Norden der kanadischen Provinz British Columbia.

## Flusslauf
Der Kwadacha River entspringt in den Muskwa Ranges, dem nördlichsten Abschnitt der Rocky Mountains. Er fließt anfangs in westlicher Richtung, später nach Südwesten. Er mündet östlich von Fort Ware in den Finlay River, den nördlichen Quellfluss des Peace River. Der Kwadacha River entwässert ein Areal von etwa 2410 km². Der mittlere Abfluss beträgt 50,5 m³/s. Die höchsten monatlichen mittleren Abflüsse treten im Juni mit 159 m³/s, die geringsten im März mit 6,25 m³/s. Wichtige Nebenflüsse sind North Kwadacha River und Warneford River, beide von rechts.

## North Kwadacha River
Der North Kwadacha River ist ein etwa 29 km langer rechter Nebenfluss des Kwadacha River. Er wird vom Kwadacha-Gletscher auf einer Höhe von etwa 1600 m gespeist. Er fließt anfangs etwa 7 km nach Süden. Anschließend wendet er sich nach Westen und durchschneidet einen Gebirgskamm. Ab Flusskilometer 16 biegt der North Kwadacha River nach Süden ab und trifft schließlich auf den von Osten heranfließenden Kwadacha River. 